# カイル・クリック
カイル・ダニエル・クリック（Kyle Daniel Crick, 1992年11月30日 - ）は、アメリカ合衆国テキサス州フォートワース出身のプロ野球選手（投手）。右投右打。MLBのタンパベイ・レイズ傘下所属。愛称はクリッキー（Cricky）。

## 経歴

### プロ入りとジャイアンツ時代
2011年のMLBドラフト1巡目追補（全体49位）でサンフランシスコ・ジャイアンツから指名され、プロ入り。契約後、傘下のルーキー級アリゾナリーグ・ジャイアンツでプロデビュー。7試合に登板して1勝0敗、防御率6.43、8奪三振を記録した。
2012年はA級オーガスタ・グリーンジャケッツでプレーし、23試合（先発22試合）に登板して7勝6敗、防御率2.51、128奪三振を記録した。
2013年はA+級サンノゼ・ジャイアンツでプレーし、14試合に先発登板して3勝1敗、防御率1.57、95奪三振を記録した。この年はオールスター・フューチャーズゲームにも選出された。オフにはアリゾナ・フォールリーグに参加し、スコッツデール・スコーピオンズに所属した。
2014年はAA級リッチモンド・フライングスクウォーレルズでプレーし、23試合（先発22試合）に登板して6勝7敗、防御率3.79、111奪三振を記録した。
2015年もAA級リッチモンドでプレーし、36試合（先発11試合）に登板して3勝4敗、防御率3.29、73奪三振を記録した。オフの11月20日にルール・ファイブ・ドラフトでの流出を防ぐために40人枠入りした。
2016年もAA級リッチモンドでプレーし、23試合に先発登板して4勝11敗、防御率5.04、86奪三振を記録した。
2017年はAAA級サクラメント・リバーキャッツで開幕を迎え、6月22日にメジャー初昇格を果たした。同日のアトランタ・ブレーブス戦でメジャーデビュー。この年メジャーでは30試合に登板して防御率3.06、28奪三振を記録した。

### パイレーツ時代
2018年1月15日にアンドリュー・マカッチェン及び金銭とのトレードで、ブライアン・レイノルズと共にピッツバーグ・パイレーツへ移籍した。
2019年7月30日のシンシナティ・レッズ戦で、9回に発生した乱闘の際に不適切な行動を取ったとして8月1日にMLBより3試合の出場停止と罰金の処分を受けた。9月10日には、フェリペ・バスケスとクラブハウスで喧嘩をしてしまった。その結果、指は骨折し、腱の手術をせざるを得なくなってしまった。シーズンでは、52登板で防御率4.96だった。
2021年7月19日にディロン・ピーターズの加入によりDFAとなり、24日に自由契約となった。

### ホワイトソックス時代
2021年7月29日にシカゴ・ホワイトソックスとマイナー契約を結んだ。移籍後は傘下のAAA級シャーロット・ナイツでプレーしていたが、9月1日に自由契約となった。
2022年1月14日に再びホワイトソックスとマイナー契約を結んだ。レギュラーシーズン開幕日の4月7日にメジャー契約を結んで開幕ロースター入りすることが発表された。

## 投球スタイル
平均95.4mph（約153.5km/h）のフォーシームに、カッター、スライダーを交える。

## 詳細情報

### 年度別投手成績
| 年 度    | 球 団    | 登 板 | 先 発 | 完 投 | 完 封 | 無 四 球 | 勝 利 | 敗 戦 | セ 丨 ブ | ホ 丨 ル ド | 勝 率 | 打 者 | 投 球 回 | 被 安 打 | 被 本 塁 打 | 与 四 球 | 敬 遠 | 与 死 球 | 奪 三 振 | 暴 投 | ボ 丨 ク | 失 点 | 自 責 点 | 防 御 率 | W H I P |
| -------- | -------- | ----- | ----- | ----- | ----- | -------- | ----- | ----- | -------- | ----------- | ----- | ----- | -------- | -------- | ----------- | -------- | ----- | -------- | -------- | ----- | -------- | ----- | -------- | -------- | ------- |
| 2017     | SF       | 30    | 0     | 0     | 0     | 0        | 0     | 0     | 0        | 1           | ----  | 134   | 32.1     | 22       | 2           | 17       | 1     | 1        | 28       | 6     | 0        | 13    | 11       | 3.06     | 1.21    |
| 2018     | PIT      | 64    | 0     | 0     | 0     | 0        | 3     | 2     | 2        | 16          | .600  | 255   | 60.1     | 45       | 3           | 23       | 3     | 7        | 65       | 9     | 2        | 18    | 16       | 2.39     | 1.13    |
| 2019     | PIT      | 52    | 0     | 0     | 0     | 0        | 3     | 7     | 0        | 13          | .300  | 226   | 49.0     | 41       | 10          | 35       | 1     | 7        | 61       | 1     | 0        | 30    | 27       | 4.96     | 1.55    |
| 2020     | PIT      | 7     | 0     | 0     | 0     | 0        | 0     | 1     | 0        | 0           | .000  | 29    | 5.2      | 7        | 0           | 4        | 0     | 0        | 7        | 0     | 0        | 6     | 1        | 1.59     | 1.94    |
| 2021     | PIT      | 27    | 0     | 0     | 0     | 0        | 1     | 1     | 0        | 6           | .500  | 107   | 24.1     | 14       | 0           | 19       | 0     | 5        | 21       | 6     | 0        | 14    | 12       | 4.44     | 1.36    |
| MLB：5年 | MLB：5年 | 180   | 0     | 0     | 0     | 0        | 7     | 11    | 2        | 36          | .389  | 751   | 171.2    | 129      | 15          | 98       | 5     | 20       | 182      | 22    | 2        | 81    | 67       | 3.51     | 1.32    |

- 2021年度シーズン終了時

### 年度別守備成績
| 年 度 | 球 団 | 投手（P） | 投手（P） | 投手（P） | 投手（P） | 投手（P） | 投手（P） |
| 年 度 | 球 団 | 試 合     | 刺 殺     | 補 殺     | 失 策     | 併 殺     | 守 備 率  |
| ----- | ----- | --------- | --------- | --------- | --------- | --------- | --------- |
| 2017  | SF    | 30        | 5         | 4         | 1         | 0         | .900      |
| 2018  | PIT   | 64        | 4         | 6         | 2         | 0         | .833      |
| 2019  | PIT   | 52        | 3         | 6         | 1         | 1         | .900      |
| 2020  | PIT   | 7         | 1         | 0         | 1         | 0         | .500      |
| MLB   | MLB   | 153       | 13        | 16        | 5         | 1         | .853      |

- 2020年度シーズン終了時

### 記録
MiLB
- オールスター・フューチャーズゲーム選出：1回（2013年）

### 背番号
- 59（2017年、2022年 - ）
- 30（2018年 - 2021年）